# The Spider's Web (film, 1960)
Pour plus de détails, voir Fiche technique et Distribution.
The Spider's Web est un film policier britannique réalisé par Godfrey Grayson, sorti en 1960. Le scénario est adapté de la pièce de théâtre La Toile d'araignée d'Agatha Christie.

## Fiche technique
- Titre : The Spider's Web
- Réalisation : Godfrey Grayson
- Scénario : Eldon Howard et Albert G. Miller, d'après la pièce de théâtre La Toile d'araignée d'Agatha Christie
- Direction artistique : Norman G. Arnold
- Photographie : James Wilson
- Montage : Bill Lewthwaite
- Musique : Tony Crombie
- Production : Edward J. Danziger et Harry Lee Danziger
- Sociétés de production : Danziger Productions Ltd.
- Sociétés de distribution : United Artists Corporation
- Pays d'origine : Royaume-Uni
- Langue : anglais
- Format : couleur - 35 mm - 1,37:1 - Son mono
- Genre : Policier
- Durée : 88 minutes
- Dates de sortie :
  -  Royaume-Uni : novembre 1960

## Distribution
- Glynis Johns : Clarissa Hailsham-Brown
- John Justin : Henry Hailsham-Brown
- Jack Hulbert : Sir Rowland Delahaye
- Cicely Courtneidge : Miss Peake
- Ronald Howard : Jeremy
- David Nixon : Elgin
- Wendy Turner : Pippa
- Basil Dignam : Hugo
- Joan Sterndale-Bennett : Mrs. Elgin
- Ferdy Mayne : Oliver
- Peter Butterworth : Inspecteur Lord
- Anton Rodgers : Sergent Jones